# 伊克瓦
50°7′35″N 25°39′5″E / 50.12639°N 25.65139°E
伊克瓦（烏克蘭語：Іква），是烏克蘭的村落，位於該國西部捷爾諾波爾州，由捷爾諾波爾區負責管轄，面積3.52平方公里，海拔高度326米，2001年人口1,074，人口密度每平方公里305.1人。